# Corey Liuget
Corey Devon Liuget (Miami, 18 marzo 1990) è un giocatore di football americano statunitense che gioca nel ruolo di defensive end per gli Oakland Raiders della National Football League. Liuget fu scelto come 18º assoluto dai Chargers nel corso del Draft NFL 2011. Al college ha giocato a football a Illinois.

## Carriera professionistica

### San Diego Chargers
Dopo la sua stagione da jumior al college, Liuget dichiarò la sua eleggibilità per il Draft 2011. Egli fu scelto nel corso del primo giro come diciottesimo assoluto dai San Diego Chargers. Nel corso della sua stagione da rookie, Liuget giocò tutte le partite della stagione tranne una, tredici delle quali da titolare, totalizzando 19 tackle ed un sack.
Nella sua seconda stagione, Liuget partì come titolare in tutte le partite dei Chargers migliorando notevolmente le sue statistiche e concludendo con 51 tackle. 7,0 sack, 9 passaggi deviati e un fumble forzato. Anche nella successiva fu sempre titolare, facendo registrare 42 tackle e 5,5 sack.
Nella settimana 3 della stagione 2014 contro i Buffalo Bills, Liuget fu premiato come difensore della AFC della settimana dopo avere messo a segno sei tackle, un sack e un fumble forzato. La sua annata si chiuse guidando i Chargers con 4,5 sack, giocando per la terza stagione consecutiva tutte le 16 gare come titolare.

### Oakland Raiders
Nel 2019 Liuget passò agli Oakland Raiders.

## Palmarès
- Difensore della settimana della AFC: 1

3ª del 2014

## Statistiche
| Partite totali      | 63   |
| Partite da titolare | 61   |
| Tackle totali       | 169  |
| Sack                | 18,0 |
| Intercetti          | 0    |
| Fumble forzati      | 5    |

Statistiche aggiornate alla stagione 2012